# Annexine A1
L'annexine A1 (ou lipocortine 1, ou annexine 1) est une protéine de la famille des annexines, dont le gène est ANXA1 située sur le chromosome 9 humain. Elle a une activité anti-inflammatoire.

## Rôles
Elle se fixe au récepteur du formyl peptide ainsi qu'à celui de l'ALX2, et par ce biais, intervient dans le développement de certaines métastases.
Elle joue également dans la cicatrisation de la muqueuse gastrique. Elle est sécrétée par les cellules digestives lors d'une rectocolite hémorragique ainsi que dans d'autres maladies inflammatoires intestinales et pourrait agir dans la sédation du phénomène inflammatoire.
Son expression est stimulée par les corticoïdes permettant une action anti-inflammatoire.
Elle est fabriquée abondamment par les polynucléaires neutrophiles.
Au niveau cellulaire, stimulée par des ions calcium, elle se fixe aux phospholipides des membranes, contribuant à la réparation de ces dernières.